# Província de Chtouka-Aït Baha
La província de Chtouka-Aït Baha (àrab: إقليم شتوكة آيت باها, iqlīm Xtūka Ayt Bāhā; amazic: ⵜⴰⵙⴳⴰ ⵏ ⵛⵜⵓⴽⴰ-ⴰⵢⵜ ⴱⴰⵀⴰ, tasga n Actukn - Ayt Baha) és una de les prefectures del Marroc, fins 2015 part de la regió de Souss-Massa-Draâ i actualment de la de Souss-Massa. Té una superfície de 3.523 km² i 371.102 habitants censats en 2014. La capital és Biougra.

## Divisió administrativa
La província de Chtouka-Aït Baha consta de 2 municipis i 20 comunes:
| Cens | Població total | Població urbana | Població rural |
| ---- | -------------- | --------------- | -------------- |
| 1994 | 240.092 hab.   | 25.636 hab.     | 214.456 hab.   |
| 2004 | 297.245 hab.   | 39.694 hab      | 257.551 hab.   |
| 2014 | 371.102 hab.   | 113.531 hab.    | 257.571 hab.   |

| Nom                         | Codi geogràfic | Tipus        | llars | Població (2004) | Població estrangera | Població local | Notes                                                                               |
| --------------------------- | -------------- | ------------ | ----- | --------------- | ------------------- | -------------- | ----------------------------------------------------------------------------------- |
| Aït Baha                    | 163.01.03.     | Municipi     | 1062  | 4767            | 1                   | 4766           |                                                                                     |
| Biougra                     | 163.01.11.     | Municipi     | 6061  | 25928           | 15                  | 25913          |                                                                                     |
| Aït Mzal                    | 163.03.05.     | Comuna rural | 917   | 4555            | 0                   | 4555           |                                                                                     |
| Aït Ouadrim                 | 163.03.07.     | Comuna rural | 1438  | 7366            | 0                   | 7366           |                                                                                     |
| Aouguenz                    | 163.03.09.     | Comuna rural | 1304  | 5886            | 0                   | 5886           |                                                                                     |
| Hilala                      | 163.03.13.     | Comuna rural | 734   | 3831            | 0                   | 3831           |                                                                                     |
| Ida Ougnidif                | 163.03.15.     | Comuna rural | 864   | 3151            | 0                   | 3151           |                                                                                     |
| Sidi Abdallah El Bouchouari | 163.03.25.     | Comuna rural | 1713  | 9068            | 1                   | 9067           |                                                                                     |
| Tanalt                      | 163.03.33.     | Comuna rural | 920   | 3536            | 0                   | 3536           |                                                                                     |
| Targua Ntouchka             | 163.03.35.     | Comuna rural | 1244  | 6552            | 0                   | 6552           |                                                                                     |
| Tassegdelt                  | 163.03.37.     | Comuna rural | 1168  | 6526            | 0                   | 6526           |                                                                                     |
| Tizi Ntakoucht              | 163.03.39.     | Comuna rural | 484   | 1951            | 0                   | 1951           |                                                                                     |
| Aït Milk                    | 163.05.03.     | Comuna rural | 2112  | 11414           | 0                   | 11414          |                                                                                     |
| Belfaa                      | 163.05.11.     | Comuna rural | 4370  | 22406           | 2                   | 22404          |                                                                                     |
| Inchaden                    | 163.05.19.     | Comuna rural | 4484  | 21542           | 4                   | 21538          |                                                                                     |
| Massa                       | 163.05.21.     | Comuna rural | 3339  | 16526           | 5                   | 16521          | 8999 residents viuen al centre, anomenat Massa; 7527 residents viuen a àrees locals |
| Sidi Ouassay                | 163.05.31.     | Comuna rural | 1682  | 8571            | 25                  | 8546           |                                                                                     |
| Aït Amira                   | 163.07.01.     | Comuna rural | 10674 | 47458           | 7                   | 47451          |                                                                                     |
| Imi Mqourn                  | 163.07.17.     | Comuna rural | 2063  | 11748           | 0                   | 11748          |                                                                                     |
| Ouad Essafa                 | 163.07.23.     | Comuna rural | 7796  | 39386           | 7                   | 39379          |                                                                                     |
| Sidi Bibi                   | 163.07.27.     | Comuna rural | 5108  | 24639           | 8                   | 24631          |                                                                                     |
| Sidi Boushab                | 163.07.29.     | Comuna rural | 1882  | 10438           | 0                   | 10438          |                                                                                     |